# Священномученики Херсонесские
Священному́ченики Херсоне́сские — святые священномученики Ефрем, Василий, Евгений, Елпидий, Агафодор, Еферий и Капитон в разное время были епископами в Херсонесе Таврическом, находившемся на территории современного Крыма.
Они проповедовали христианство в тогда ещё языческом городе. Их мученическая смерть способствовала укреплению православной веры в Херсонесе. Город стал духовным центром, в котором в 988 году принял святое крещение князь Владимир.
Память мучеников в Православной церкви — 7 (20) марта.

## История
В IV веке в Херсонесе была учреждена епископская кафедра. Как сообщает «Житие епископов Херсонских», в царствование императора Диоклетиана (284—305), в 300 году (то есть ещё до начала гонения, которое император начал с 303 года) Иерусалимский епископ Ермон (300—314) для Евангельской проповеди разослал в разные страны многих епископов. Двое из них, Ефрем и Василий, прибыли в Херсонес. Затем Ефрем ушёл проповедовать на Дунай, а Василий был убит. Узнав об убийстве Василия, Евгений, Елпидий и Агафодор, оставив проповедь в Геллеспонтской стране, прибыли в Херсонес продолжить его святое дело. Они были побиты камнями язычниками, разделив участь своего предшественника.

## Краткие биографии

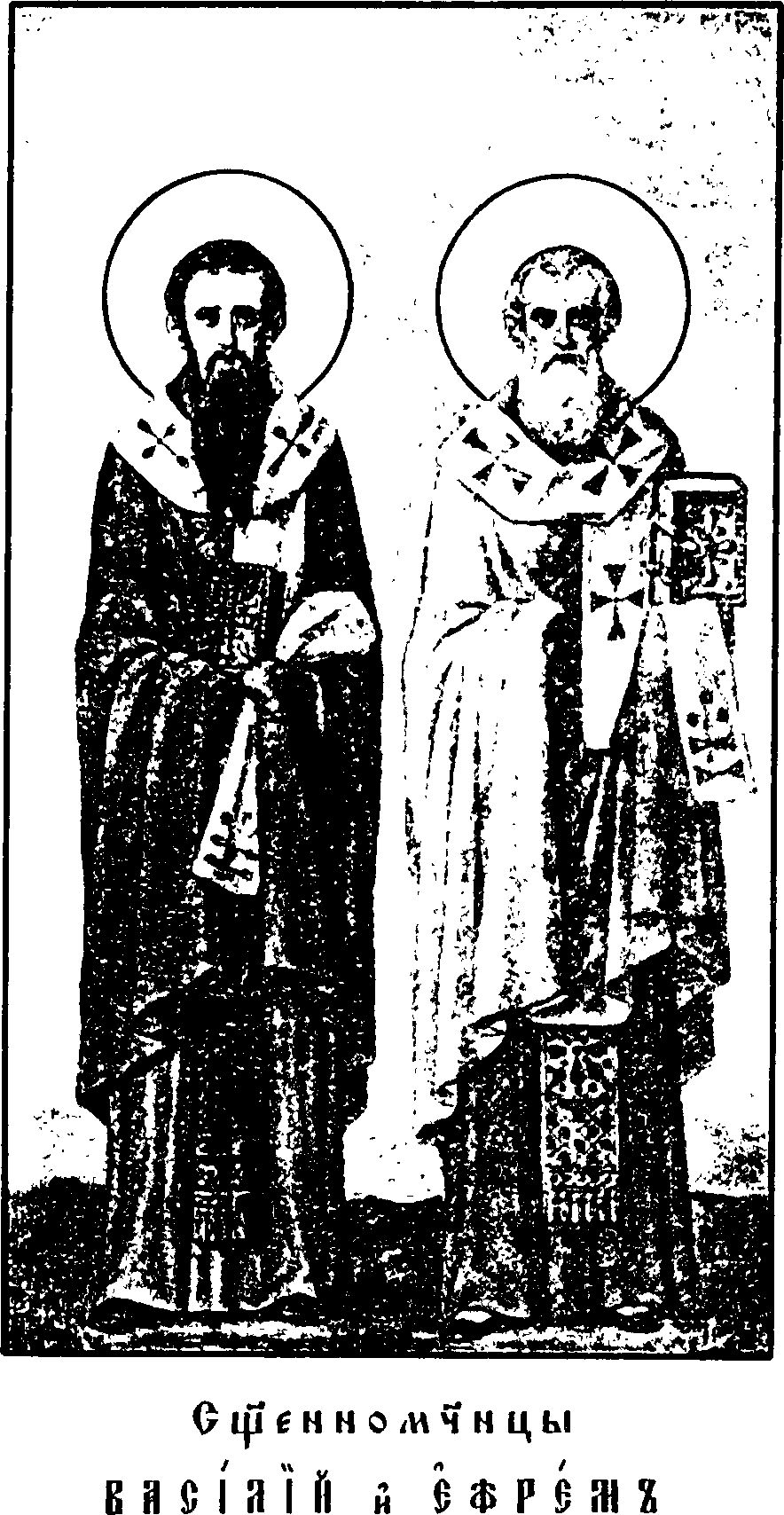

- Василий Херсонесский: (умер в 309 году).
- Ефрем Херсонесский: (умер в IV в.). После прибытия в Херсонес пошёл к народам, жившим по Дунаю, где перенёс много трудностей, а затем, во время начавшегося гонения, был обезглавлен. Точно известен лишь день его кончины — 7 марта[2].
- Евгений Херсонесский: пострадал в гонение на христиан императора Максимиана Галерия. (Забит камнями язычниками 7 марта 311 г.)[3].
- Елпидий Херсонесский: пострадал в гонение на христиан императора Максимиана Галерия. (Забит камнями язычниками 7 марта 311 г.)[4].
- Агафодор Херсонесский: пострадал в гонение на христиан императора Максимиана Галерия. (Забит камнями язычниками 7 марта 311 г.)[5].
- Еферий Херсонесский: прибыл из Иерусалима в Херсонес во время царствования римского императора Константина Великого (306—337). После поездки в Константинополь на обратном пути заболел и умер 7 марта на острове Алос (в Греции)[6].
- Капитон Херсонесский (умер после 326 г.). Был прислан в Херсонес в качестве епископа императором Константином. Христиане встретили его с радостью, но язычники потребовали от нового епископа знамения, чтобы уверовать в Бога, которого он проповедует. Возложив всю надежду на Господа, святой Капитон в святительском облачении вошел в разведённый костер, долго молился в огне и вышел из него невредимым, набрав в свою фелонь горячих угольев. Тогда множество неверующих убедились в силе Бога христианского. Об этом чуде и о великой вере святого Капитона было возвещено святому Константину и святым отцам на Первом Вселенском Соборе в Никее (325 г.). Через несколько лет святитель Капитон по делам направился в Константинополь, но корабль бурею прибило в устье Днепра. Местные жители (язычники), захватив корабль, утопили всех бывших на нем, в том числе и святого Капитона. Это произошло 21 декабря[7][2].